# Nova Rača
Újracsa (horvátul: Nova Rača) falu és község Horvátországban, Belovár-Bilogora megyében.

## Fekvése, éghajlata
Belovár központjától légvonalban 14, közúton 17 km-re délkeletre, a Bilo-hegység déli lejtői alatti enyhén dombos síkságon, a Račačka bal partján fekszik. A községet északról a Belovár-Daruvár főút, délről a Csázma-folyó határolja. Éghajlata kontinentális. A telek hidegek, szelesek, a nyarak forrók, de csapadékosak. A legtöbb csapadék júniusban és júliusban esik. Az évi középhőmérséklet 10 °C, a relatív páratartalom 72% - 90%-os.

## A község települései
A községhez Bedenik, Bulinac, Dautan, Drljanovac, Kozarevac Račanski, Megyericse, Nevinac, Nova Rača, Orlovac, Sasovac, Slovinska Kovačica, Stara Rača és Tociljevac településk tartoznak.

## Története
Amint azt a Nova Rača környékén előkerült régészeti leletek, agyagedények, fegyverek és szerszámok bizonyítják a község területén már mintegy 6000 éve élnek emberek. A település neve 1245-től „Racha, Radcha, Ratcha” formában tűnik fel az írásos forrásokban a régi csázmai plébánia részeként. 1312-ben a templomosok építették fel a Nagyboldogasszony tiszteletére szentelt templomát, melyből mára csak a gótikus sekrestye maradt fenn. Ekkoriban alapították a Szent Miklós plébániát is, melyet 1334-ben „Item ecclesia sancti Nicolai de Radcha” alakban említenek a zágrábi püspökséghez tartozó plébániák között. A templom és környéke ma is védett régészeti lelőhely az itt előkerült történelem előtti kultúrákhoz tartozó leletek miatt. 1501-ben említik János nevű plébánosát is „Johannes plebanus in Rachchya” néven. A településnek a középkorban vásártartási joga volt. 1396-ban Zsigmond király Mikcs bánnak adta zálogbirtokul. Az ő halála után Bebek Orsolya birtoka, később a birtok egy része királyi adományként Hunyadi Jánosé lett. 1457-ben már az Újlakyaké. Ebben az időben a racsai uradalom délen Csázmáig és Stara Plošćicáig, délkeleten pedig Nagygordonyáig terjedt. A térséggel együtt a 16. század közepén foglalta el a török. Lakossága részben elmenekült, részben rabságba hurcolták. Ezután területe évtizedekig pusztaság volt.
A falu a 17. századtól népesült be újra, amikor a török által elpusztított, kihalt területre folyamatosan telepítették be a keresztény lakosságot. Kisebb erődöt is építettek ide, melyet 1673-ban ábrázolnak először térképen. 1774-ben az első katonai felmérés térképén „Dorf Racha” néven szerepel. A település katonai közigazgatás idején a szentgyörgyvári ezredhez tartozott. Lipszky János 1808-ban Budán kiadott repertóriumában „Racha” néven szerepel.  
Nagy Lajos 1829-ben kiadott művében „Racha” néven 137 házzal, 694 katolikus és 44 ortodox vallású lakossal találjuk.
A katonai közigazgatás megszüntetése után Magyar Királyságon belül Horvát–Szlavónország részeként, Belovár-Kőrös vármegye Belovári járásának része volt. Jeles esemény volt a település történetében Ferenc József itteni látogatása 1888. szeptember 12-én, aki kíséretében Rudolf trónörökössel, valamint Vilmos, József és Ottó főhercegekkel egy hadgyakorlatot tekintett meg a határában. 1857-ben 879, 1910-ben 883 lakosa volt. Az 1910-es népszámlálás szerint a falu lakosságának 92%-a horvát anyanyelvű volt. 1918-ban az új szerb-horvát-szlovén állam, majd később Jugoszlávia része lett. 1941 és 1945 között a németbarát Független Horvát Államhoz, majd a háború után a szocialista Jugoszláviához tartozott. 1991-től a független Horvátország része. 1991-ben lakosságának 91%-a horvát nemzetiségű volt. 2011-ben a településnek 469, a községnek összesen 3.433 lakosa volt.

## Lakossága
| Lakosság változása | Lakosság változása | Lakosság változása | Lakosság változása | Lakosság változása | Lakosság változása | Lakosság változása | Lakosság változása | Lakosság változása | Lakosság változása | Lakosság változása | Lakosság változása | Lakosság változása | Lakosság változása | Lakosság változása | Lakosság változása |
| ------------------ | ------------------ | ------------------ | ------------------ | ------------------ | ------------------ | ------------------ | ------------------ | ------------------ | ------------------ | ------------------ | ------------------ | ------------------ | ------------------ | ------------------ | ------------------ |
| 1857               | 1869               | 1880               | 1890               | 1900               | 1910               | 1921               | 1931               | 1948               | 1953               | 1961               | 1971               | 1981               | 1991               | 2001               | 2011               |
| 879                | 963                | 1.035              | 456                | 616                | 883                | 869                | 816                | 582                | 633                | 655                | 706                | 630                | 570                | 534                | 469                |

(1857 és 1880 között Stara Rača, 1910 és 1931 között Tociljevac lakosságával együtt.)

## Nevezetességei
- A Nagyboldogasszony plébániatemplomot[7] 1312-ben a templomosok építették gótikus stílusban. A 16. században a török lerombolta és csak a 18. század elején építették újjá barokk stílusban. 1782-ben teljesen megújították, ekkor nyerte el mai formáját. Egyhajós épület sokszög záródású szentéllyel, melyet kívülről támpillérek erősítenek. A gótika elemei a templomhajó középső részének északi oldalán álló harangtorony aljában maradtak fenn, ahol négyszög alaprajzú, csillagboltozatos kápolnát alakítottak ki. Különösen értékes a templom 11 regiszteres, mechanikus orgonája, mely az egyházlátogatás iratai szerint 1753-ban készült.

- Česmica településrész mai központja középkori váruradalom székhelye volt. Az egykori várat a feltételezések szerint a templomosok építették három építési szakaszban. A templom melletti harangtorony első emeletén ma is láthatók a templomosok 1212-ből származó jelei: F (ratres) R (ubri). Pontosan ott, ahol a mai torony áll helyezkedett el Majs ispán és fia, Alexius 1245-ből származó vára. A törökök 1544-ben foglalták el Račát. 1586-ban ennél a toronynál aratott győzelmet a török felett Ozsegovics Miklós. [8]

## Kultúra
A nemzeti olvasókört 1885-ben alapították. Alapítói között tisztviselők, kézművesek, kereskedők, földművesek egyaránt voltak. Az 1930-as években az olvasókörnek már mintegy 5000 kötetes könyvtára volt. Ebben az időben alakult meg a helyi tamburazenekar mintegy 20 taggal és az 5 tagú jazz zenekar. Az egyesületnek ekkor még nem volt önálló épülete, a Hoffmann vendéglő területén működött. Működése a II. világháborúval szűnt meg.
A háború viharában az egyesület vagyonának nagy része elveszett. Az adott feltételek között iskolai támogatással alapították meg a „Mladost“ kulturális és művészeti egyesületet. Az egyesületnek egy idő után már mozi vetítőgépe, majd később televíziója is volt. A 20. század második felében megalakult az egyesület folklór és színjátszó csoportja. A tamburazenekar a mai napig is működik. 1981-től az egyesület KUD „Fenor” Nova Rača néven működött tovább. Azóta csoportjai számos helyen, Magyarországon is felléptek.

## Oktatás
Nova Račán már nagyon korán megkezdődött az iskolai oktatás. A német nyelvű triviális iskola 1798-tól 1868-ig, azután pedig községi népiskolaként működött. Földművelési és kertészeti ismereteket is oktattak benne. 1882-ben bevezették a testnevelés oktatását. 1954-től nyolcosztályos elemi iskola lett. Az új iskolaépületet 1973 és 1978 között építették. Ma Slovinska Kovačicán, Sasovacon, Megyericsén és Bulinacon kihelyezett tagozatai működnek

## Sport
- Az NK Trnski Nova Rača labdarúgóklubot 1946-ban alapították. Ma már teke és sakk szakosztálya is működik.
- A Moto Classic Klub Nova Rača motorosklubot 2001-ben alapították.
- Aeroklub Nova Rača repülőklub
- ŠRD Šuka Nova Rača sporthorgász egyesület

## Híres emberek
- Itt született 1819. május 1-jén Ivan Trnski horvát író, műfordító a Horvát Írószövetség első elnöke.
- Itt született 1907. május 18-án Tošo Dabac világhírű horvát fotográfus